# Rhinanthus angustifolius
Espèce
Classification phylogénétique
Synonymes
- Rhinanthus glacialis Personnat, 1863[1]

Rhinanthus angustifolius, le Rhinanthe à feuilles étroites ou Rhinanthe à grandes fleurs, est une espèce eurasiatique de plantes de la famille des Orobanchaceae et du genre Rhinanthus.

## Description

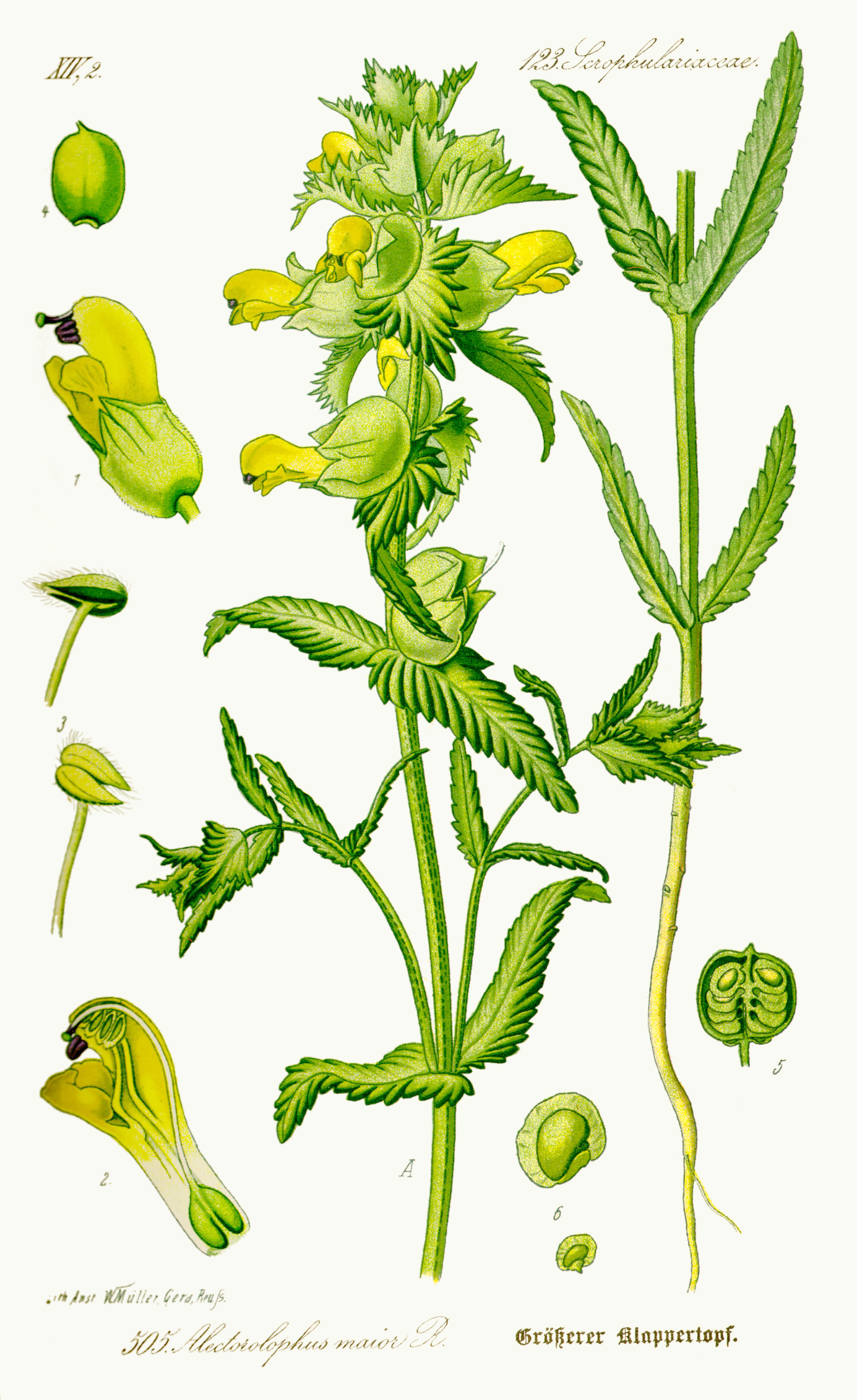
Illustration (1885).

Rhinanthus angustifolius est une plante herbacée annuelle qui atteint une hauteur de 20 à 60 centimètres. La tige est ramifiée, striée de noir et presque glabre.
Les dents inférieures des bractées sont pointues ou ont de courtes arêtes, les dents mesurent de 4 à 8 mm de long, les arêtes de 1 à 5 mm.
La fleur hermaphrodite est zygomorphe. La couronne mesure de 17 à 20 mm de long et possède deux lèvres. Le tube de la corolle est uniformément incurvé vers le haut, de couleur jaune, seule la dent de la lèvre supérieure est violette. La lèvre inférieure de la corolle repose contre la lèvre supérieure, de sorte que l'entrée du tube de la corolle est fermée.
Elle est un thérophyte. Les pollinisateurs sont des bourdons à long museau, plus rarement des papillons. La période de floraison, y compris les formes précoces, s'étend de mai à septembre.
Les graines mesurent environ 3 mm de long.

## Répartition
Rhinanthus angustifolius est présent, sauf dans les régions nordiques et méditerranéennes, dans toute l'Europe, de la France à l'ouest à la Russie européenne à l'est. De plus, son aire continue à travers le nord de l'Asie Mineure, le Caucase et la Sibérie occidentale jusqu'en Asie centrale. 
Le rhinanthe à grandes fleurs est présent dans les prairies, les prairies semi-arides, les forêts et les lisières des buissons. Il prospère mieux sur une alternance de sols limoneux humides, modérément frais, riches en alcalins et pauvres en nutriments. Cette espèce est encouragée par un fauchage ou un pâturage intensif. Elle se trouve à des altitudes allant jusqu'à 1 300 mètres, mais elle est plus rare dans les Alpes.

## Parasitisme
La fleur a pour parasites Eupithecia plumbeolata (de), Thrips montanus, Hyperomyzus rhinanthi (sv), Rhopalomyia cristaegalli (sv). La feuille a pour parasites Brachycoleus decolor, Charagochilus gyllenhalii (de), Opisthotaenia fulvipes, Polymerus cognatus (sv), Coleosporium tussilaginis, Arctia caja, Melitaea didyma, Philaenus spumarius, Peronospora pocutica, Podosphaera phtheirospermi, Plasmopara densa, Brachycaudus persicae (it). La tige a pour parasites Phytomyza rostrata (sv), Ditylenchus dipsaci.